# Моспроект-2
Управление по проектированию общественных зданий и сооружений («Моспроект-2») — московская организация, занимающаяся изыскательскими и проектными работами в области архитектуры и строительства, основанная в 1962 году. Полное наименование — Акционерное общество управление по проектированию общественных зданий и сооружений «Моспроект-2» имени М. В. Посохина.
Здание «Моспроекта-2» имеет 10 этажей, первая очередь построена в 1979 году, вторая — закончена в 1986 году. До постройки здания архитектурные мастерские располагались в разных частях центра Москвы. С 1993 года «Моспроект-2» возглавляет М. М. Посохин. «Моспроект-2» во время управления мэра Москвы Ю. М. Лужкова называли «придворной мастерской».

## Архитектурные мастерские

### Мастерская № 1А. В. Климочкина
Руководит мастерской с 1982 года; с 1962 по 1982 год мастерской руководил М. В. Посохин.
- комплекс Академии общественных наук на проспекте Вернадского М. В. Посохин (1972—1984)
- Комплекс зданий генерального штаба в Тропарёве М. В. Посохин (1978—1980)
- Комплекс зданий Московского института международных отношений М. В. Посохин (1967)
- Проспект Калинина (Новый Арбат) М. В. Посохин (1964—1969)
- Здание СЭВ М. В. Посохин (1969)
- Комплекс зданий МГИМО на ул. Лобачевского М. В. Посохин (1970—1976)
- Образцово-перспективный жилой район, Северное Чертаново М. В. Посохин (1972—1984)
- Центр международной торговли; М. В. Посохин (1974—1980)
- Спорткомплекс «Олимпийский» ; М. В. Посохин (1975—1980)
- Здание Министерства обороны, Арбатская площадь М. В. Посохин (1981)
- Здание посольства СССР в Бразилиа М. В. Посохин (1968—1974)
- Здание посольства СССР в США г. Вашингтон М. В. Посохин (1979—1994)
- Здание посольства СССР в Шри-Ланка г. Коломбо А. В. Климочкин (1990)
- Здание посольства СССР в Южной Корее г. Сеул А. В. Климочкин (1994 )
- Памятник Высоцкому на Страстном бульваре в Москве (1995)
- Церковь Петра, митрополита Крутицкого и Коломенского, при Традиционной гимназии (1998)
- Церковь Димитрия Донского у Спасо-Андроникова монастыря (2000)

### Мастерская № 2Д. С. Солопова
- Кинотеатр Первомайский
- Зал «Дружба» в Лужниках
- Бассейн «Чайка»
- Театр миниатюр А. Райкина
- Здания Минавиапрома и Минрадиопрома на Тургеневской площади
- Уникомбанк в Даевом Переулке
- Российский культурный центр «Красные холмы»

### Мастерская № 4Н. П. Сукояна
Организована в 1962 году как магистральная мастерская Бауманского и Калининского районов. До 1991 году мастерской руководил П. И. Скокан.
- Кинотеатр «Новороссийск»
- Комплекс санатория «Горный» в Ялте
- Театр на Покровке
- Парк искусств на Крымском валу
- Государственная Третьяковская галерея на Крымском Валу
- Художественная школа на Крымском Валу

### Мастерская № 5М. Г. Леонова
- Комплекс международных банков на проспекте Сахарова (1993)
- Гостиница «Президент-отель» на Большой Якиманке
- Комплекс административных зданий на Калужской площади
- Здание Токобанка на Краснопресненской набережной
- Здание Конверсбанка на Котельнической набережной

### Мастерская № 6Б. И. Тхора
- Нового здания театра «Школа драматического искусства» на Сретенке
- Гостиница «Олимпия-Пента»
- Концепция Московского международного делового центра «Москва-Сити» на Красной Пресне
- Пешеходный мост «Багратион»
- Центр современного искусства «М’АРС»
- Культурно-деловой центр правительства Москвы ул. Станкевича 22/13
- Проект комплексной реконструкции и реставрации кварталов застройки Сретенки

### Мастерская № 7В. В. Колосницина
Кузьмин Всеволод Иванович руководил мастерской № 7 с 1962 по 1996 год.
- Центральный дом туриста на Ленинском проспекте (1968—1980)
- Первая очередь комплекса зданий и сооружений Гребного канала в Крылатском (1972—1973)
- Пансионат для престарелых ученых АН СССР в Теплом Стане (1970-е)
- Гостиница в Спиридоньевском переулке (1970-е)
- Здание посольства СССР в Гвинее-Бисау (1970-е)
- Выставочный павильон в Алжире (золотая медаль выставочного комитета, 1970-е)
- ТЭО комплексной реконструкции территории кварталов 37, 38, 39 ЦАО
- Гостиница на месте снесённой гостиницы «Москва» (2009)
- Торгово-офисный центр на месте снесённого исторического здания «Военторга» (2008, Улица Воздвиженка, 10)

### Мастерская № 8Б. В. Палуя
- Комплекс Межведомственного учебного центра на Мичуринском проспекте 62 в Москве (1971—1988)
- Генеральное консульство СССР в Японии, Осака (1976)
- Проектные предложения по малоэтажному строительству для Москвы из типовых элементов (1976)
- Проектные предложения по реконструкции Павелецкого вокзала в Москве (1976—1978)
- Торговое представительство СССР в Марокко, Рабат (1980)
- Торговое представительство СССР в Италии, Рим (1982)
- Мраморный зал 14 корпус Кремля в Москве (1982)

### Мастерская № 10И. А. Покровского
- «Воссоздание» храма Христа Спасителя (1994—1999). Проект нового храма выполнен архитекторами М. М. Посохиным, А. Денисовым и др. Скульптурное убранство выполнено под руководством З. К. Церетели. Вместо первоначальной белокаменной облицовки здание получило мраморную, а золочёная кровля заменена на покрытие на основе нитрида титана. Крупные скульптурные медальоны на фасаде храма были выполнены из полимерного материала[3]. Под зданием церкви была размещена подземная парковка[4].
- Здание департамента строительства ул. Белинского (1994)
- Медицинский центр Кривоколенный переулок

### Мастерская № 11 С. А. Арендарук (2000—2015)
Д. Л. Лукаев руководил мастерской с 1987г по 2000 год.
- Комплекс МГТУ им. Н. Э. Баумана в Щербинке, Московская область (1987—1991)
- Учебно-методический центр НТЦ МГУ «Ленинские горы» в пос. Нижнего Валуево Ленинского района Московской обл. (1991)
- Офисно-гостиничный комплекс на ул. Введенского в Москве (1991)
- Подземный торговый комплекс «Охотный ряд» (1994—1997)
- Бывший недостроенный спортивно-оздоровительный комплекс «Аквадром» (1998—2001)
- Бизнес-центр «Усадьба-центр» (2001)
- Жилой комплекс «Грин-хаус» (2002)
- «Дом Национальностей» на Новой Басманной ул. (2003)
- Культурно-общественный комплекс «Женский центр „Элина“»[5] на Цветном бульваре
- Застройка I очереди квартала 5—6 Мичуринского проспекта

### Мастерская № 13Л. Н. Лавренова(1989—2003)
- Проект библиотеки естественных наук (Москва, ул. Косыгина)
- Конкурс на проект храма 1000-летия крещения Руси на Борисовских прудах (Москва)
- Проект реставрации Храмов Ильи-пророка, Рождества в Путинках, Святой Екатерины в Полях
- Проект реставрации гостиницы «Националь»
- Проект реставрации Старогостинного двора
- Проект реставрации Красного крыльца и здания Сената и Синода (Корпус № 1) в Кремле
- Проект Церковного Комитета с храмом на 2 тыс. прихожан в Западном Бирюлеве
- Деревянная церковь и жилой комплекс в Тверской области на озере Селигер
- Дворцово-парковый ансамбль «Царицыно» («достройка» исторических зданий по собственному проекту 2005—2007)

### Мастерская № 14П. Ю. Андреева(1996—2017)
Ю. Н. Шевердяев руководил мастерской с 1962 по 1996 год.
- Перестройка после пожара здания Манежа (архитектор П. Ю. Андреев) (2004).

### Мастерская № 15С. Б. Ткаченко(1992—1998)
- Поликлиника, Кривоарбатский пер. 9—11 (1980-е, с И. А. Покровским и др.)
- Деловой центр «МосЭнка Парк Тауэрс», Таганская ул. 17—23 (1994—1996, рук. авт. колл.)
- Реконструкция здания «Моситалмед», Арбат, 28 (1989—1996, рук. авт. колл.)
- Комплекс зданий Посольства Ирана, ул. Новаторов (1992—1994, рук. авт. колл.)
- Жилой дом, ул. Арбат, 19 (1992—1994, с Л. С. Аранаускасом)
- Реконструкция жилых домов, Арбат, 15/43 и 17 (1993—1996, рук. авт. колл.)
- Жилой дом, Ксеньинский пер. (1994—1996, с Л. Н. Подрезковой)
- Представительство «Традо-банка», ул. М. Ордынка, 20/2 (1994—1997, с А. И. Чернетой)
- Реставрация Дома арх. К. С. Мельникова, Кривоарбатский пер., 10 (1995—1998, с Е. Л. Лякишевой и группой реставраторов)
- Реконструкция и реставрация Дома СТО для Государственной Думы РФ, ул. Охотный Ряд. 1 (1994—1995, авт. колл.)
- Реконструкция и реставрация Старого Гостиного двора (1995—1999, с А. В. Кузьминым и др.)
- Административное здание, Лубянский пр., 11/1 (1996—1998, с С. А. Ануфриевым и др.)

### Мастерская № 19А. Р. Асадова(1995—2014)
- Офисный комплекс с горнолыжным спуском над железнодорожным участком от Белорусского до Савёловского вокзала
- Застройка площади Тверская застава

### Мастерская № 20 М. М. Посохина
- 1-я образцовая типография. Валовая ул.
- Гостинично-деловой центр на Новинском бульваре
- Жилой дом по ул. Садовнической
- Патриарший пешеходный мост (2004)
- Центр оперного пения Галины Вишневской (2002, ул. Остоженка, 25, стр. 1).
- Гостинично-деловой центр компании «Lotte», Новинский бульвар, 8—10 (2007)
- Пешеходная зона в Камергерском переулке (1998)
- Реконструкции площадей вокруг Кремля, Бульварного и Садового колец Москвы,
- Усадьба «Кусково» (2017—2019)
- Здание депозитария музеев Московского Кремля на Боровицком холме (строительство начато в сентябре 2010 года, а уже в конце этого месяца остановлено решением исполняющего обязанности мэра Москвы В. И. Ресина)[6].

### МастерскаяА. Р. Ахмедова(1994—2007)
- Театрально-гостевой комплекс «Москва-Старлайт-Экспресс», ул. Королева (1992)
- Гостинично-деловой и спортивно-досуговый комплекс на территории Московского стадиона завода «Серп и молот» (1992)

### МастерскаяА. Т. Полянского(1989—1990)
- Храм тысячелетия крещения Руси (1989—1990)
- Комплекс памятника Победы Советского народа в Великой Отечественной войне на Поклонной горе (1982—1991)

## Руководители
- Алексей Алексеевич Осмер (1963)[7]
- Глеб Васильевич Макаревич (1964—1967)[8]
- Павел Борисович Ивацевич (1967—1979)[9]
- Владимир Вячеславович Богданов (1979—1986)[10]
- Михаил Михайлович Посохин (с 1993)

## Архитекторы «Моспроекта-2»
П. Ю. Андреев, Д. И. Бурдин, А. Н. Кирей, В. В. Колосницин, В. Я. Либсон, А. А. Мндоянц, Л. Н. Павлов, М. В. Посохин, П. И. Скокан, Ю. Р. Рабаев, И. Е. Рожин, С. Б. Ткаченко, Ю. Н. Шевердяев, Д. Л. Лукаев, О.Бреславцев, С. С. Соколов, М.Плеханов, Г.Сирота, С. И. Кулёв, Б. А. Гучков, В. А. Краснощеков, М. Д. Киржакова, М. Р. Морина, Л. В. Лазарева, Б. А. Этчин и другие.

## Оценки и отзывы
Историк архитектуры и архитектурный критик Г. Ревзин о ресторане «Белый лебедь» на Чистых прудах:

Классическая тема — дворец над водоемом — предполагает изысканную легкую композицию. Чем, собственно, и был шестидесятнический ресторан «Джалтаранг» работы Ю. Шевердяева. Эта легкость показалась авторам недостаточно представительной. Возник мощный крупный объем, перегораживающий пополам Чистопрудный бульвар. Чистые пруды рядом с этим представительным объемом превратились в неопрятную мелкую лужицу. Автор, однако же, смутился своей серьёзностью и начал с ней бороться. Двумя путями: создал асимметричный фасад в абсолютно симметричной композиции бульвара и украсил его постмодернистским ордером, призванным продемонстрировать шутливость композиции.

Директор Государственного научно-исследовательского музея архитектуры им. А. В. Щусева Д. А. Саркисян о новом здании Военторга:

Вместо элегантного модерна, архитектурной гордости Москвы, возводится заурядное сооружение «в старинном стиле». Совмещение чудовищной трёхэтажной мансарды, круглого купола по новой московской моде и элементов модерна — вопиющая безвкусица, провинциальная гадость. Извините, других слов у меня нет. Но они и этих не понимают.

Архитектор К. Асс о «воссозданной» гостинице Москва:

Легко понять, что именно сложная композиция и керамический тимпан «Метрополя» «вдохновили» «Моспроект-2» на эту жалкую пародию. Но как же ужасна эта ошибка — заведомо понимая, что сравниться с «Метрополем» не удастся ни с финансовой, ни с артистической стороны, пытаться выступить контекстуально! Трудно себе представить больший провал. Мало того, что новый фасад нисколько не вяжется с воспроизведенной «Москвой», он ещё и архитектурно беспомощен до крайней степени.